# Aksu FK
Aksu FK (kazakiska: Ақсу футбол клубы), känd under förkortningarna Aksu FK eller bara Aksu, är en professionell fotbollsklubb i Aksu i Kazakstan. Klubben spelar i den kazakiska toppdivisionen Premjer Ligasy.
Klubben grundades 2018, och gick då under namnet Aksu FK.

## Meriter
- Premjer Ligasy
  - Mästare (0):
  - Tvåa (0):

- Birinsji Ligasy
  - Mästare (1): 2021
  - Tvåa (0):

- Tvåa ligasy
  - Mästare (1): 2020
  - Tvåa (0):

## Ligaplaceringar
| Säsong | Nivå | Liga                  | Placering | Källa | Notering                        |
| ------ | ---- | --------------------- | --------- | ----- | ------------------------------- |
| 2018   | 3    | Tvåa ligasy           | 15        | [ 1 ] |                                 |
| 2019   | 3    | Tvåa ligasy           | 13        | [ 2 ] |                                 |
| 2020   | 3    | Tvåa ligasy (2 grupp) | 1         | [ 3 ] | Uppflyttad till Birinsji Ligasy |
| 2021   | 2    | Birinsji Ligasy       | 1         | [ 4 ] | Uppflyttad till Premjer Ligasy  |
| 2022   | 1    | Premjer Ligasy        | 6         | [ 5 ] |                                 |
| 2023   | 1    | Premjer Ligasy        | 14        | [ 6 ] |                                 |